# Akira Konno
Akira Konno (født 12. september 1974) er en tidligere japansk fodboldspiller.
Han har spillet for flere forskellige klubber i sin karriere, herunder Júbilo Iwata og Kawasaki Frontale.